# Cirkovljan
Cirkovljan är en ort i Kroatien.   Den ligger i länet Međimurje, i den nordöstra delen av landet, 80 km nordost om huvudstaden Zagreb. Cirkovljan ligger 146 meter över havet och antalet invånare är 823.
Terrängen runt Cirkovljan är mycket platt. Runt Cirkovljan är det tätbefolkat, med 297 invånare per kvadratkilometer. Närmaste större samhälle är Čakovec, 17,1 km väster om Cirkovljan. Trakten runt Cirkovljan består till största delen av jordbruksmark.